# 日向市立美々津小学校
日向市立美々津小学校（ひゅうがしりつ みみつしょうがっこう）は、宮崎県日向市美々津町にある公立の小学校。

## 概要
- 児童数 - 72名（2020年度）

### 田の原分校
2009年度をもって休校となっている。
- 所在地 - 宮崎県日向市美々津町5744番地3
- 児童数 - 0名（2020年度）

## 沿革
- 1874年4月22日 - 開校。
- 1887年6月1日 - 田の原に分校を設置。
- 1898年5月20日 - 高等科を設置。
- 1941年4月1日 - 美々津町立美々津国民学校に改称。
- 1947年4月1日 - 美々津町立美々津小学校に改称。
- 1955年1月1日 - 日向市との合併により、日向市立美々津小学校に改称。
- 2010年3月31日 - 田の原分校が休校[1]。
- 2016年4月1日 - 幸脇小学校を統合[2]。

## 通学区域
美々津小学校の通学区域には以下の区域が指定されている。
- 本校
  - 駅通り、石並、新町、立縫、別府及び余瀬
- 旧・幸脇小学校区
  - 遠見、幸脇及び飯谷の全部及び福瀬の一部
- 田の原分校
  - 田の原の全部及び寺迫の一部

## アクセス
- 鉄道：JR日豊本線 美々津駅下車、徒歩20分
- バス：南部ぷらっとバス 「美々津小下」バス停下車、徒歩4分